# Bob Kuechenberg
Robert John Kuechenberg (Gary, 14 de outubro de 1947 – Fort Lauderdale, 12 de janeiro de 2019) foi um ex-jogador profissional de futebol americano estadunidense.

## Carreira
Kuechenberg foi campeão do Super Bowl VII e do Super Bowl VIII jogando pelo Miami Dolphins.